# 面手凛
面手 凛（めんで りん、2007年12月31日 - ）は、岡山県出身の卓球選手。
Tリーグは日本生命レッドエルフ所属。

## 経歴
小学生の時には地元の名門クラブであるTCマルカワに所属し、全国大会に出場した。
2017年に全日本選手権カブの部で女子シングルス優勝した。
2022年にTリーグの木下アビエル神奈川に加入した。
2025年にTリーグの日本生命レッドエルフに加入した。

## 戦績
2017年
- 全日本卓球選手権大会カブの部 女子シングルス 優勝

2019年
- 全日本卓球選手権大会ホープスの部 女子シングルス ベスト4

2021年
- 全日本卓球選手権大会カデットの部 U14女子シングルス ベスト8、女子ダブルス ベスト4

2022年
- 全日本卓球選手権大会 ジュニア女子シングルス ベスト4

2024年
- 全日本卓球選手権大会 ジュニア女子シングルス 準優勝

2025年
- 全日本卓球選手権大会 ジュニア女子シングルス 準優勝
- 全国高等学校卓球選手権大会 女子シングルス 優勝